# Eunoe hispanica
Eunoe hispanica är en ringmaskart som beskrevs av McIntosh 1876. Eunoe hispanica ingår i släktet Eunoe och familjen Polynoidae. Inga underarter finns listade i Catalogue of Life.